# 圣尼古拉堂 (布里斯托尔)
圣尼古拉堂（St Nicholas）是一座英格兰圣公会教堂，位于英国布里斯托尔圣尼古拉街。教堂在第二次世界大战中遭到轰炸，1974-1975年重建为教堂博物馆。2007年博物馆关闭，该建筑被市议会用作办公室；2018 年，该堂重新成为英格兰圣公会的礼拜场所。

## 历史
第一座教堂建于1154年以前，位于城市的南门。为重建布里斯托桥，拆除了南门和老教堂。1762-1769年，由詹姆斯·布里奇斯和托马斯·帕蒂重建了教堂。在14世纪的地穴中，还保存了部分老教堂和城墙。
在1940年的布里斯托轰炸中，教堂内部被毁，1974-1975年重建为教堂博物馆。2007年博物馆关闭，该建筑被市议会用作办公室。这座建筑仍然保留着爱德华一世和爱德华三世的雕像。取自亚诺庭凯旋门（Arno's Court Triumphal Arch）。最初的雕像取自1760年拆除的劳福德门，另有取自新门的13世纪雕像，分别是建造布里斯托城堡的罗伯特，以及建造布里斯托尔城墙的库唐斯主教杰弗里·德·蒙布雷。在1898年，这些雕像由于情况不佳，而移到该堂。
该建筑已列为 II* 级登录建筑.。
2018年1月，英格兰圣公会宣布该堂重新作为礼拜场所开放，由布朗普顿圣三一堂植堂。教堂于2018年9月30日重新开放， 60年来的首次礼拜，于2018年12月9日（星期日）举行。